# Glycera pacifica
Glycera pacifica är en ringmaskart som beskrevs av Johan Gustaf Hjalmar Kinberg 1866. Glycera pacifica ingår i släktet Glycera och familjen Glyceridae. Inga underarter finns listade i Catalogue of Life.